# William H. Wells

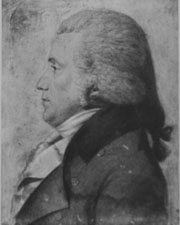
William H. Wells

William Hill Wells (* 7. Januar 1769 in Burlington, Province of New Jersey; † 11. März 1829 in Dagsboro, Delaware) war ein britisch-amerikanischer Politiker der Föderalistischen Partei. Von 1799 bis 1804 und von 1813 bis 1817 saß er für den US-Bundesstaat Delaware im US-Senat.

## Frühes Leben und Familie
Wells wurde in Burlington in New Jersey geboren. Im Kindesalter zog seine Familie nach Delaware. Sein Vater war in Dagsboro, wo sich die Familie niederließ, bald sehr erfolgreich im Handel tätig. Zunächst übernahm er das Geschäft seines Vaters, studierte jedoch später Jura und wurde 1791 als Rechtsanwalt zugelassen. Mit einer eigenen Kanzlei machte er sich in Georgetown selbstständig.
Wells war mit Rachael Dagworthy verheiratet. 

## Politische Karriere
Politisch begann Wells auf der Ebene des Bundesstaates. So war er von 1795 bis 1799 Mitglied des Repräsentantenhauses von Delaware. Nach dem Tod von Joshua Clayton wurde Wells für Delaware in den Senat entsandt. Kurz vor Ende der Legislaturperiode trat Wells von seinem Amt zurück und ging nach Pennsylvania, um sich im Ölgeschäft zu versuchen. Nach knapp 7 erfolgreichen Jahren kehrte er 1811 wieder nach Delaware zurück. 1811 und 1812 war er erneut Mitglied des Repräsentantenhauses von Delaware, 1813 dann des Staatssenats. Nach dem Rücktritt von James A. Bayard senior wurde Wells 1813 erneut in den Bundessenat entsandt und blieb diesmal bis zum Ende der Legislaturperiode 1817 Mitglied. 1819 war er nochmals Mitglied des Repräsentantenhauses von Delaware. 
Während seiner politischen Karriere betrieb er weiterhin seine Anwaltskanzlei in Dagsboro. Nach dem Rückzug aus der Politik konnte er sich wieder voll und ganz seiner Kanzlei widmen.

## Tod
Wells verstarb 1829 in seiner Heimatstadt. Er wurde auf dem Prince George’s Churchyard in Dagsboro beigesetzt.